# Al vertice della tensione
Al vertice della tensione (The Sum of All Fears) è un film del 2002 diretto da Phil Alden Robinson e interpretato da Ben Affleck e Morgan Freeman. È tratto dal romanzo Paura senza limite, scritto da Tom Clancy.
È la quarta pellicola a portare sul grande schermo il personaggio di Jack Ryan. Il protagonista è apparso anche in Caccia a Ottobre Rosso (in cui era interpretato da Alec Baldwin), Giochi di Potere e Sotto il segno del pericolo (in entrambi impersonato da Harrison Ford).
Sempre nel 2002 è uscito un videogioco omonimo ispirato al film, sviluppato da Red Storm Entertainment e pubblicato da Ubisoft per Microsoft Windows, Game Boy Advance, PlayStation 2 e Nintendo GameCube.

## Trama
1973. Egitto e Siria lanciano un attacco a sorpresa a Israele, scatenando la guerra del Kippur. Le forze armate israeliane mandano un aereo da attacco A-4 Skyhawk in ricognizione con una bomba a fissione. L'aereo viene abbattuto e la bomba rimane inesplosa nel deserto per quasi trent'anni.
2002. Un ricco neonazista di nome Richard Dressler progetta di conquistare il mondo dopo aver indotto gli Stati Uniti e la Russia a distruggersi vicendevolmente in un conflitto nucleare da lui stesso provocato. A questo scopo, compra sul mercato nero asiatico la bomba ritrovata nel deserto, e paga tre scienziati russi insoddisfatti per farla riattivare.
Intanto tra Stati Uniti e Russia cresce la tensione in seguito alla morte del vecchio presidente russo e all'insediamento del nuovo presidente Nemerov dopo solo otto ore. Jack Ryan, analista della CIA, aveva scritto anni prima un rapporto su Nemerov e quindi viene convocato dal Consiglio della Difesa per capire che tipo di presidente sarà Nemerov, e come si comporterà in Cecenia.
Jack Ryan va quindi in Russia insieme con il capo della CIA William Cabot per lo smantellamento di alcuni laboratori nucleari, e qui incontra Nemerov, che gli spiega come la guerra in Cecenia non deve interessare gli Stati Uniti. Inoltre, durante la visita al laboratorio, Ryan scopre che mancano all'appello tre scienziati, che risultano scomparsi. Essi infatti stanno lavorando in Ucraina per conto di Dressler per riattivare la bomba atomica trovata nel deserto.
Nel frattempo, durante la cena annuale dei collaboratori della CIA a Washington con il presidente degli Stati Uniti, Fowler, arriva la notizia che la Russia ha attaccato con il gas la capitale della Cecenia, provocando la morte di circa l'80% della popolazione. Jack Ryan è convinto che non sia stato Nemerov a ordinare l'attacco, ma è lo stesso presidente russo ad annunciare, in un discorso alla nazione, che è stato lui a dare l'ordine, mentre in realtà sono stati due generali, all'insaputa di Nemerov, a dare l'ordine di attacco. Questo fatto acuisce ulteriormente la tensione tra Russia e Stati Uniti.
Nello stesso momento in Ucraina John Clark, agente della CIA, viene mandato sulle tracce dei tre scienziati insieme con Jack Ryan. Quando però entrano nel laboratorio trovano gli scienziati morti, e scoprono che la bomba non c'è più. Essa infatti è stata fatta portare a Baltimora nascosta in un distributore di sigarette, all'interno dello stadio dove si dovrà giocare il Super Bowl. Grazie al suo team, Ryan capisce che la bomba si trova a Baltimora e cerca di avvertire Cabot, che si trova allo stadio con il presidente. Cabot fa allontanare il presidente dallo stadio ma non riesce a impedire che la bomba esploda, uccidendo decine di migliaia di persone. Ryan, dopo aver parlato con Cabot morente, cerca prove in modo da evitare lo scoppio di una guerra nucleare poiché convinto anche stavolta che Nemerov non c'entri. Riesce a trovarle: infatti Ryan scopre che il plutonio utilizzato dalla bomba non è russo bensì americano, ed era stato venduto a Israele durante il conflitto di 30 anni prima.
Intanto però la Russia attacca una portaerei americana su ordine di un generale russo al soldo di Dressler. A questo punto gli Stati Uniti sono convinti ormai che sia la Russia la responsabile della bomba, e si preparano ad armare le testate nucleari. Proprio in quel momento, grazie all'aiuto di una fonte spionistica americana (nome in codice "Spinnaker") all'interno del Cremlino, amico di Cabot, e a un militare americano che gli permette di usare la linea rossa tra il Cremlino e l'Air Force One, Ryan riesce a comunicare sia con il presidente russo sia con quello americano e a spiegare ogni cosa; così, Nemerov e Fowler si accordano sul ritiro delle forze armate, riuscendo a evitare un olocausto nucleare.
Alla fine tutto si conclude per il meglio, e i due presidenti firmano uno storico trattato per la messa al bando delle armi di distruzione di massa. Fuori dalla Casa Bianca, Ryan conosce finalmente "Spinnaker", facendoci intuire che ora sarà lui la fonte di Ryan al Cremlino.

## Distribuzione
Il film è uscito negli Stati Uniti il 31 maggio 2002. In Italia, invece, è uscito il 30 agosto.

### Doppiaggio Italiano
La direzione del doppiaggio italiano fu curata da Carlo Cosolo, il quale ha supervisionato i dialoghi con l'assistenza di Andreina D'Andreis, per conto della Cast Doppiaggio srl. La sonorizzazione, invece, venne affidata alla Sefit-CDC di Via dei Villini.